# Marie-Anne de Bourbon-Condé (1678-1718)
Pour les articles homonymes, voir Marie-Anne de Bourbon-Condé.
Titre
Duchesse de Vendôme
31 mai 1710 – 11 juin 1712
(2 ans et 21 jours)
Marie-Anne de Bourbon-Condé, dite Mademoiselle de Montmorency puis par la suite Mademoiselle d'Enghien, est née à Paris le 24 février 1678 et est morte dans la même ville le 11 avril 1718. Fille de Henri-Jules de Bourbon-Condé, le cinquième  prince de Condé, et de Anne de Bavière, elle est princesse du sang. Par mariage à Louis-Joseph de Bourbon-Vendôme, le duc de Vendôme, elle est faite duchesse de Vendôme et comtesse de Dreux. Homosexuel notoire, ils n'eurent pas d'enfants.    

## Biographie

### Enfance
Marie-Anne de Bourbon-Condé est née à l'hôtel de Condé le 24 février 1678. Étant fille de Henri-Jules de Bourbon-Condé, prince de Condé et fils du « Grand Condé », et de son épouse Anne de Bavière, elle est princesse du sang. Elle est le neuvième qu'eurent le couple ainsi que la plus jeune à avoir survécu à la petite enfance. Dans sa jeunesse, elle est surnommée « Mademoiselle de Montmorency ». Son père est violent avec elle, ses frères et sœurs et sa femme, étant atteint de lycanthropie. 

### Mariage
En 1704, son père souhaitait lui faire épouser Charles III Ferdinand de Mantoue. La proposition ne se concrétisant pas, il épousera Suzanne-Henriette de Lorraine, dite Mademoiselle d'Elbeuf. Avec l'aide de sa sœur aînée Louise-Bénédicte de Bourbon-Condé, duchesse du Maine, et sans l'autorisation de leur mère, Marie-Anne épouse son cousin éloigné, le général Louis-Joseph de Bourbon-Vendôme. Il est un arrière-petit-fils du roi Henri IV et de sa favorite Gabrielle d'Estrées, homosexuel affiché.  
Le couple se marie le 21 mai 1710 dans la chapelle du château de Sceaux, alors la demeure de sa sœur complice. Bien que la princesse douairière de Condé n'ait pas été informée du mariage, elle était bien présente à la cérémonie du coucher. Louis IV Henri de Bourbon-Condé, prince de Condé, son épouse Marie-Anne de Bourbon-Conti et Mademoiselle de La Roche-sur-Yon l'étaient également. Sa sœur, le duc, son époux et ses enfants, Louis-Auguste et Louis-Charles, seront aussi présents.   
Marie-Anne de Bourbon-Condé devint ainsi duchesse de Vendôme et comtesse de Dreux par ce mariage. Ce dernier sera relaté dans les Mémoires de Saint-Simon. Deux jours après le mariage, le duc de Vendôme laisse son épouse à Sceaux pour se retirer au château d'Anet, tout en lui laissant les domaines du duché d'Étampes. Le mariage reste sans enfant. Louis-Joseph décède en 1712. En 1714, elle fait des grands travaux d'embellissement de l'hôtel de Vendôme, à Paris, ce par Le Blond.  

### Décès
Marie-Anne de Bourbon-Condé meurt le 11 avril 1718, à l'hôtel de Vendôme, âgée de quarante ans. Sa mort sera relatée dans les Mémoires de Saint-Simon. Elle fut enterrée au couvent des Carmélites du faubourg Saint-Jacques. Elle léguera à sa nièce, Louise-Élisabeth de Bourbon-Condé, les domaines du duché d'Étampes. 

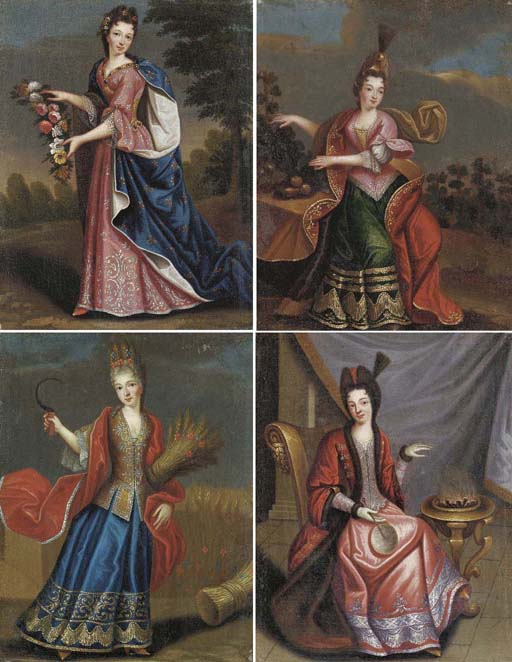
Personnifications Féminines des Quatre Saisons par Pierre Gobert, vers la fin du XVIIe siècle.

## Titulature
- 24 février 1678 - 1685 : « Son Altesse Sérénissime Marie-Anne de Bourbon-Condé, Mademoiselle de Montmorency, Princesse du Sang »[5];
- 1685 - 21 mai 1710 : « Son Altesse Sérénissime Marie-Anne de Bourbon-Condé, Mademoiselle d'Enghien, Princesse du Sang » ;
- 21 mai 1710 - 11 juin 1712 : « Son Altesse Sérénissime Marie-Anne de Bourbon-Condé, Madame la Duchesse de Vendôme, Duchesse d'Étampes, Princesse du Sang » ;
- 11 juin 1712 - 11 avril 1718 : « Son Altesse Sérénissime Madame la Duchesse de Vendôme douairière, Duchesse d'Étampes, Princesse du Sang » ;